# Могиљно језеро
Могиљно језеро (рус. Могильное озеро) малено је језеро које се налази у југоисточном делу острва Киљдин, на северу Мурманске области Русије. Једино је језеро меромиктичког типа на подручју Русије, и тек једно од неколико таквих језера у свету. Језеро је ниском (до 5,5 метара) и уском гредом (ширине до 70 м) одвојено од Киљдинског пролаза Баренцовог мора, а заштићено је као хидролошки споменик природе Мурманске области.
Језеро је малих димензија, дужине до 560 метара и максималне ширине до 280 метара. Укупна површина акваторије је свега 0,09 км², дужина обалне линије 1,35 км, а максимална дубина до 17 метара. Реликтно је језеро настало услед повлачења мора пре око 1000 година.
Језеро Могиљно је специфично по својим меромиктичким својствима и вода која испуњава језеро дословно је „наслагана” у слојевима (укупно 4 слоја различитог хемијског састава и густине). До дубине од 5 метара вода у језеру је слатка, док на дну има вредности салинитета од 33 ‰. Други слој воде је на дубинама између 6,5 и 13 метара са салинитетом који расте до 22 ‰. У слатководном делу језера живе типични слатководни организми, у централним деловима брактични, а при дну морски организми. На дну језера живе пурпурне бактерије (Purple bacteria) чијим распадањем се ствара отровни водоник-сулфид. У горњим слојевима живе планктони из рода Daphnia, ротаторије (13 врста) и ракови (21 врста), а од риба специфична је ендемска подврста бакалара Gadus morhua kildinensis. Од другог слоја па на ниже живе типична морска створења − морске звезде Stichaster albulus, морске сасе, сунђери, морске маховине, поларне медузе и морски ракови.
На мапама језеро је први пут уцртано на карти холандског морепловца Вилема Баренца из 1594. године.